# Arrondissement Argelès-Gazost
Das Arrondissement Argelès-Gazost ist eine Verwaltungseinheit im französischen Département Hautes-Pyrénées innerhalb der Region Okzitanien. Verwaltungssitz (Unterpräfektur) ist Argelès-Gazost.
Im Arrondissement liegen drei Wahlkreise (Kantone) und 87 Gemeinden.

## Wahlkreise
- Kanton Lourdes-1
- Kanton Lourdes-2
- Kanton La Vallée des Gaves

## Gemeinden
Die Gemeinden des Arrondissements Argelès-Gazost sind:
| 1. Adast (65001)                | 2. Adé (65002)                | 3. Agos-Vidalos (65004)      | 4. Arbéost (65018)               |
| 5. Arcizac-ez-Angles (65020)    | 6. Arcizans-Avant (65021)     | 7. Arcizans-Dessus (65022)   | 8. Argelès-Gazost (65025)        |
| 9. Arras-en-Lavedan (65029)     | 10. Arrayou-Lahitte (65247)   | 11. Arrens-Marsous (65032)   | 12. Arrodets-ez-Angles (65033)   |
| 13. Artalens-Souin (65036)      | 14. Artigues (65038)          | 15. Aspin-en-Lavedan (65040) | 16. Aucun (65045)                |
| 17. Ayros-Arbouix (65055)       | 18. Ayzac-Ost (65056)         | 19. Barèges (65481)          | 20. Barlest (65065)              |
| 21. Bartrès (65070)             | 22. Beaucens (65077)          | 23. Berbérust-Lias (65082)   | 24. Betpouey (65089)             |
| 25. Boô-Silhen (65098)          | 26. Bourréac (65107)          | 27. Bun (65112)              | 28. Cauterets (65138)            |
| 29. Cheust (65144)              | 30. Chèze (65145)             | 31. Escoubès-Pouts (65164)   | 32. Esquièze-Sère (65168)        |
| 33. Estaing (65169)             | 34. Esterre (65173)           | 35. Ferrières (65176)        | 36. Gaillagos (65182)            |
| 37. Gavarnie-Gèdre (65192)      | 38. Gazost (65191)            | 39. Ger (65197)              | 40. Germs-sur-l’Oussouet (65200) |
| 41. Geu (65201)                 | 42. Gez (65202)               | 43. Gez-ez-Angles (65203)    | 44. Grust (65210)                |
| 45. Jarret (65233)              | 46. Julos (65236)             | 47. Juncalas (65237)         | 48. Lau-Balagnas (65267)         |
| 49. Les Angles (65011)          | 50. Lézignan (65271)          | 51. Loubajac (65280)         | 52. Lourdes (65286)              |
| 53. Lugagnan (65291)            | 54. Luz-Saint-Sauveur (65295) | 55. Omex (65334)             | 56. Ossen (65343)                |
| 57. Ossun-ez-Angles (65345)     | 58. Ourdis-Cotdoussan (65348) | 59. Ourdon (65349)           | 60. Ousté (65351)                |
| 61. Ouzous (65352)              | 62. Paréac (65355)            | 63. Peyrouse (65360)         | 64. Pierrefitte-Nestalas (65362) |
| 65. Poueyferré (65366)          | 66. Préchac (65371)           | 67. Saint-Créac (65386)      | 68. Saint-Pastous (65393)        |
| 69. Saint-Pé-de-Bigorre (65395) | 70. Saint-Savin (65396)       | 71. Saligos (65399)          | 72. Salles (65400)               |
| 73. Sassis (65411)              | 74. Sazos (65413)             | 75. Ségus (65415)            | 76. Sère-en-Lavedan (65420)      |
| 77. Sère-Lanso (65421)          | 78. Sers (65424)              | 79. Sireix (65428)           | 80. Soulom (65435)               |
| 81. Uz (65458)                  | 82. Viella (65463)            | 83. Vier-Bordes (65467)      | 84. Viey (65469)                 |
| 85. Viger (65470)               | 86. Villelongue (65473)       | 87. Viscos (65478)           |                                  |

## Ehemalige Gemeinden seit der landesweiten Neuordnung der Kantone
bis 2017: Vizos
bis 2016: Gavarnie, Gèdre